# 田鶴濱站
田鶴濱站（日语：／ Tatsuruhama eki */?）是位於石川縣七尾市田鶴濱町，能登鐵道的七尾線車站。此站的愛稱為「建具之町站」，名稱取自傳統產業「田鶴濱建具」。

## 歷史
- 1928年（昭和3年）10月31日 - 鐵道省（國鐵）七尾線 和倉至能登中島之間開通，此站啟用。
- 1976年（昭和51年）
  - 4月1日 - 結束貨物起卸業務。
  - 5月1日 - 成為簡易委託車站。
- 1987年（昭和62年）4月1日 - 伴隨國鐵分割民營化，車站由西日本旅客鐵道（JR西日本）營運。
- 1991年（平成3年）9月1日 - 七尾線部分區間由能登鐵道繼承，成為能登鐵道的車站。

## 車站構造
車站是一座地面車站，設有1面2線島式月台。站內設有混凝土建成的車站大樓。月台之間設有跨線橋連接。此站是簡易委託車站。早上和黃昏後，以及星期六及假日整日沒有職員當值。
車站北邊2號月台出入口為「野鳥公園口」。另外，車站大樓位於1號月台，在大樓旁邊設有廁所。

### 月台
| 月台 | 路線    | 上下行 | 方向           | 備註                   |
| ---- | ------- | ------ | -------------- | ---------------------- |
| 1    | ■七尾線 | 下行   | 穴水方向       |                        |
| 1    | ■七尾線 | 上行   | 七尾、金澤方向 | 通常使用此月台         |
| 2    | ■七尾線 | 上行   | 七尾、金澤方向 | 列車交會時才使用此月台 |

此站沒有一線通過的路軌配線。下行線（1號月台）可讓兩方向的列車出入。當不需要列車交會時，乘客可不需要使用跨線橋，兩方向可於1號月台乘車。

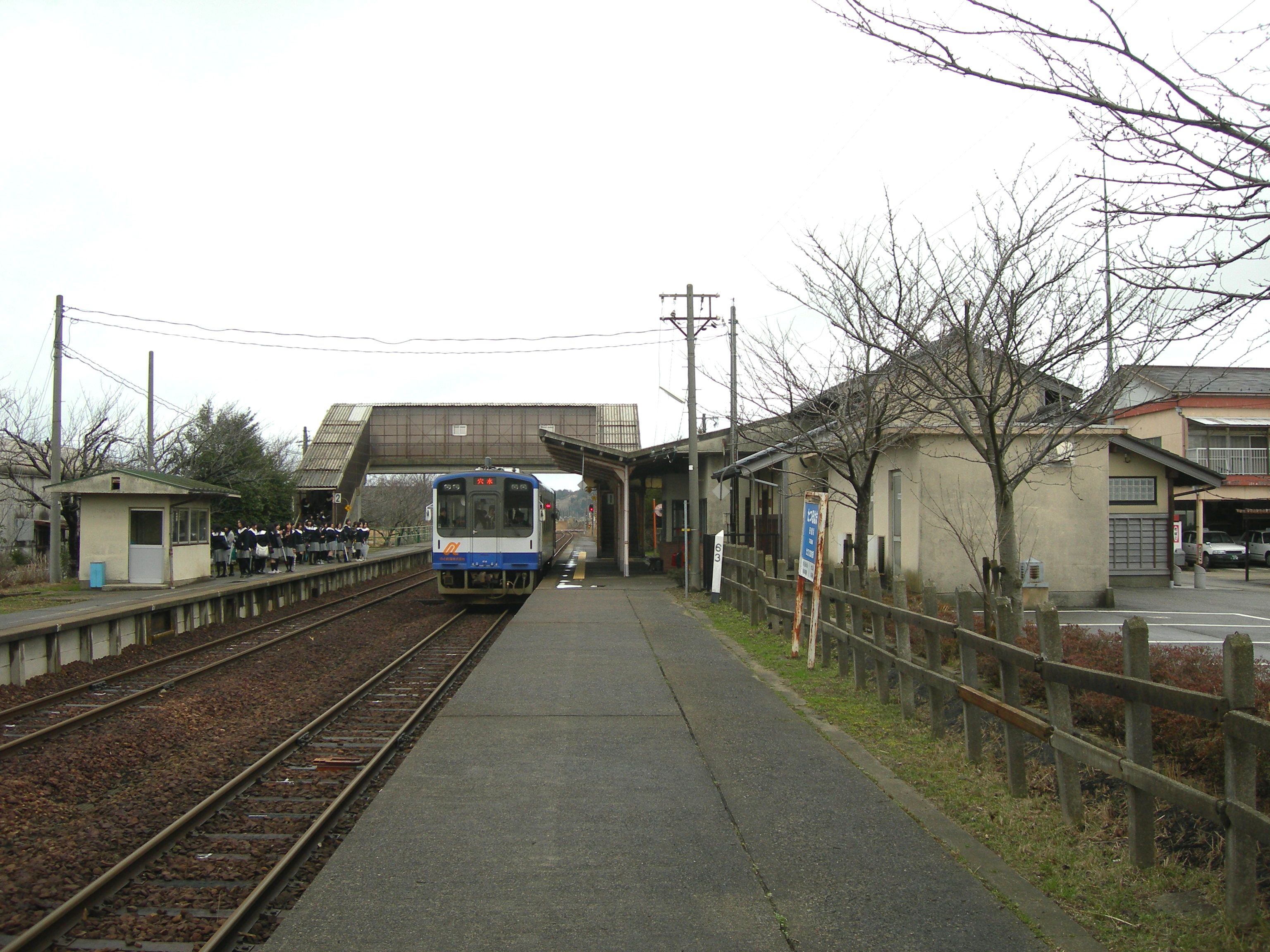
月台

## 使用狀況
除了通勤者外，主要客群為田鶴濱高校的學生。
在2019年（令和元年）度，1日平均乘車人次為197人。
以下為1日平均乘車人次變化：
| 年度                                | 乘車人次 （人/日） | 年度 | 乘車人次 （人/日） | 年度 | 乘車人次 （人/日） |
| ----------------------------------- | ------------------ | ---- | ------------------ | ---- | ------------------ |
|                                     |                    | 2001 | 282                | 2011 | 248                |
|                                     |                    | 2002 | 223                | 2012 | 235                |
|                                     |                    | 2003 | 218                | 2013 | 244                |
|                                     |                    | 2004 | 213                | 2014 | 192                |
|                                     |                    | 2005 | 278                | 2015 | 210                |
| 1996                                | 681                | 2006 | 262                | 2016 | 186                |
| 1997                                | 498                | 2007 | 251                | 2017 | 198                |
| 1998                                | 373                | 2008 | 276                | 2018 | 188                |
| 1999                                | 362                | 2009 | 288                | 2019 | 197                |
| 2000                                | 344                | 2010 | 242                | 2020 |                    |
| 參考資料：石川縣統計書 七尾市統計書 |                    |      |                    |      |                    |

## 車站周邊
車站位於田鶴濱地區中心。站前設有停車場和單車停泊場。
停車場
- 站前停車場：7台（24小時）※ 免費

單車停泊場
- 站前單車停泊場：約40台（24小時）※ 免費

南出口
- 田鶴濱地區社區中心（陽光日和丘）
- 田鶴濱郵局
- 石川縣立田鶴濱高等學校（日语：石川県立田鶴浜高等学校）
- 七尾市立田鶴濱小學
- 御手洗池（日语：御手洗池 (七尾市)） - 日本名水百選之一
- 鶴之湯（健康增進文化設施「Athlon」）
- 國道249號
- 田鶴濱道路田鶴濱交匯處

野鳥公園出口
- 田鶴濱野鳥公園
- 鶴之里公園

## 巴士路線

### 北鐵能登巴士
從車站步行2分鐘可到達JA田鶴濱分店前的北鐵能登巴士「JA田鶴濱支店前」巴士站。
- 高濱線（前往志賀中學）
- 高濱線（前往七尾中學）

廢止路線
- 七富線（前往西谷內）
- 七富線（前往七尾站前）

### 花巴士
從車站步行5分鐘可到達田鶴濱診所前的七尾市社區巴士（花巴士）「田鶴濱診所」巴士站。巴士從田鶴濱站前開出。
- 田鶴濱地區循環

## 相鄰車站
能登鐵道
■七尾線
和倉溫泉－田鶴濱－笠師保

## 注腳
1. ↑   (PDF). 石川県: 104. 2021-03  [2021-04-12]. （原始内容存档 (PDF)于2021-11-09） （日语）.
2. ↑  路線バス情報｜北陸鉄道株式会社 （页面存档备份，存于）（日語）
3. ↑  田鶴浜地域コミュニティバス「はなバス」 （页面存档备份，存于）（日語） - 七尾市

## 外部連結
- 七尾線、田鶴濱站 （页面存档备份，存于）（日語） - 能登鐵道